# 耶茨海崖
83°23′S 169°10′E / 83.383°S 169.167°E
耶茨海崖（英語：Yeates Bluff），是南極洲的海崖，位於沙克爾頓海岸，處於尼克森山東北面6公里的倫諾克斯金冰川和比弗冰川之間，海拔高度1,190米，由新西蘭探險隊命名，現時由南極條約體系管理。